# Богдан Задура
Богдан Задура (пол. Bohdan Zadura; *18 лютого 1945, Пулави, Польща) — польський поет, прозаїк, перекладач (з англійської, української, угорської та російської мов) і літературний критик. Автор 23 збірок віршів, 7 книжок прози.
Випускник філософського факультету Варшавського університету (1969).
З осені 2004 року — головний редактор літературного часопису Twórczość («Творчість»).
З 1970-х рр. — постійний автор журналу Literature na świecie («Література у світі»).
Лауреат літературних премій імені Станіслава Пєнтака (1994), Юзефа Чеховича (2010), Пантелеймона Куліша (2019), лауреат фестивалю «Київські лаври» (2010).
Мешкає у Варшаві й Пулавах.

## Переклади з української
Dmytro Pawłyczko: Tajemnica twojej twarzy (Lublin,1989)
Dmytro Pawłyczko: Naparstek (Koszalin, 2000)
Wiersze zawsze są wolne (Wrocław, 2004, 2007)
Jurij Andruchowycz: Piosenki dla martwego koguta (Wrocław, 2005, 2007)
Andrij Bondar: Jogging (Nowa Ruda, 2005)
Wasyl Machno: 34 wiersze o Nowym Jorku i nie tylko (Wrocław, 2005)
Serhij Żadan: Historia kultury początku stulecia (Wrocław, 2005)
Ostap Sływynski: Ruchomy ogień (Wrocław, 2009)
Natałka Biłocerkiweć: Róża i nóż (Rzeszów, 2009)
Wasyl Machno: Listy i powietrze. Opowiadania pograniczne, (Lublin, 2015)
Natalka Śniadanko: Porządne papiery arcyksięcia Wilhelma (Warszawa, 2022)
Ołeksandr Kłymenko: Orfeusz i Sołomija (Warszawa, 2024).

## Переклади українською
Богдан Задура: «Поет розмовляє з народом» (Харків: Фоліо, 2007) (перекладачі: Андрій Бондар, Дмитро Павличко та Микола Рябчук)